# フェリックス・ルブラン
フェリックス・ルブラン (Felix Lebrun、2006年9月12日 - ) は、フランスの卓球選手。2024年のパリオリンピック卓球シングルス種目にて、史上最年少の17歳でメダルを獲得した。兄のアレクシス・ルブランもフランス代表の卓球選手。

## 主な戦績
2022年
- フランス卓球選手権　
  - 男子シングルス　3位
- ヨーロッパ卓球選手権
  - 男子ダブルス　3位　(ペア: A.ルブラン)

2023年
- フランス卓球選手権　
  - 男子シングルス　準優勝
- ヨーロッパ競技大会　
  - 男子シングルス　優勝
- WTTコンテンダーアンタルヤ　
  - 男子シングルス　優勝

2024年
- フランス卓球選手権　
  - 男子シングルス　準優勝
- WTTスターコンテンダーゴア　
  - 男子シングルス　優勝
- 第55回世界選手権釜山大会　
  - 男子団体　銀メダル
- シンガポールスマッシュ　
  - 男子シングルス　3位
- パリオリンピック　
  - 男子シングルス　銅メダル
  - 男子団体　銅メダル
- ヨーロッパ卓球選手権　
  - 男子ダブルス　優勝　(ペア: A.ルブラン)
- WTTチャンピオンズモンペリエ
  - 男子シングルス　優勝
- WTTファイナルズ福岡
  - 男子ダブルス　優勝　(ペア: A.ルブラン)

2025年
- フランス卓球選手権　
  - 男子シングルス　優勝
- WTTコンテンダーチュニス　
  - 男子シングルス　優勝
- 世界卓球2025 ドーハ
  - 男子ダブルス　銅メダル（ペア：A.ルブラン）
- WTTスターコンテンダーリュブリャナ
  - 男子シングルス　準優勝

### 世界ランキング
|        | 1月 | 2月 | 3月 | 4月 | 5月 | 6月 | 7月 | 8月 | 9月  | 10月 | 11月 | 12月 |
| ------ | --- | --- | --- | --- | --- | --- | --- | --- | ---- | ---- | ---- | ---- |
| 2021年 |     |     |     |     |     |     |     |     | 1132 | 1125 | 787  | 788  |
| 2022年 | 708 | 428 | 398 | 368 | 78  | 80  | 69  | 71  | 86   | 88   | 80   | 79   |
| 2023年 | 70  | 70  | 38  | 35  | 30  | 31  | 16  | 15  | 15   | 8    | 8    | 8    |
| 2024年 | 8   | 6   | 5   | 5   | 5   | 5   | 5   | 5   | 5    | 5    | 4    | 4    |
| 2025年 | 4   | 6   | 6   | 6   | 7   | 7   | 6   |     |      |      |      |      |